# Претколумбовска ера
Претколумбовска ера је уобичајени заједнички израз неколико археолошких и историјских периода у Америкама прије доласка европских колонизатора и насељеника. Иако је име добио по европском истраживачу Кристоферу Колумбу који је 1492. и 1504. први дошао у Америку, оквирно је завршио нешто касније, с обзиром да покрива историју свих индијанских народа у Јужној, Средњој и Сјеверној Америци до тренутка првих прогона, односно заузимања територија од стране европских колонијалних империја.
Врло често се овај израз користи за означавање аутохтоних цивилизација у Америкама, односно народа као што су Олмеци, Толтеци, Теотиваканци , Запотеци, Миштеци, Астеци, Маје, Инке, Мочика, Чибча или Кањари .
Бројне претколумбовске цивилизације су оставиле снажан траг на подручјима гдје су живјеле, и то изградњом великих насеља, развојем архитектуре, пољопривреде, писма и умјетности. С друге стране, велики дио културне оставштине аутохтоних народа данас је уништен, а што је резултат европског досељавања у Америку у 15. и 16. вијеку, па данашњи историчари највише података црпе из археолошких артефаката, а мање из докумената. Додатне потешкоће изазива што многе од цивилизација нису имале писмо, а код оних које јесу велики број записа и докумената је уништен од стране европских хришћанских колонизатора који су их сматрали "паганскима", односно јеретичкима.
И поред недостатака адекватних докумената се може закључити како су старе америчке цивилизације имале развијену науку, а и технолошка достигнућа. Тако су, на примјер, Астеци саградили Теночтитлан, један од најимпресивнијих градова тадашњег свијета, који је имао чак 200.000 становника. Главна грана староамеричке науке су били математика и астрономија, а главна грана привреде пољопривреда.
Неке од трагова претколумбовске културе се могу пронаћи код потомака некадашњих америчких домородаца, иако су ти народи прошли кроз бројне промјене у посљедњих пет вијекова.

## Историографија
Пре развоја археологије у 19. веку, историчари претколумбовског периода су углавном тумачили записе европских освајача и извештаје раних европских путника и антиквара. Тек у деветнаестом веку рад људи као што су Џон Лојд Стивенс, Едуард Селер и Алфред П. Модслеј, и институција као што је Пибоди музеј археологије и етнологије Универзитета Харвард, довели су до преиспитивања и критике раних европских извора. Сада се научно проучавање претколумбијских култура најчешће заснива на научним и мултидисциплинарним методологијама.

## Генетика
Хаплогрупа која се најчешће повезује са аутохтоном генетиком је хаплогрупа Q1a3a (Y-ДНК). Y-ДНК, као и mtДНК, разликује се од других нуклеарних хромозома по томе што је већина Y хромозома јединствена и не рекомбинује се током мејозе. Ово има за последицу да се историјски образац мутација може лако проучавати. Образац указује да су аутохтони народи доживели две веома карактеристичне генетске епизоде; прво са почетним насељавањем Америке, а друго са европском колонизацијом Америке. Прва је детерминантни фактор за број генетских линија и оснивачких хаплотипова присутних у данашњим староседелачким популацијама.
Људско насељавање Америке одвијало се у фазама од обале Беринговог мора, са почетним 20.000-годишњим задржавањем на Берингији за популацију оснивача. Диверзитет микро-сателита и дистрибуција Y лозе специфичне за Јужну Америку указује на то да су одређене популације Индијанаца биле изоловане од почетне колонизације региона. Популације На-Дене, Инуита и домородаца Аљаске показују мутације хаплогрупе Q-M242 (Y-ДНК), али се разликују од других домородачких народа са различитим мутацијама mtДНК. Ово сугерише да су најранији мигранти у северне крајеве Северне Америке и Гренланда потичу из каснијих популација.

## Насељавање Америке
Сматра се да су азијски номадски палеоиндијанци ушли у Америку преко Беринговог копненог моста (Берингија), сада Беринговог мореуза, и вероватно дуж обале. Генетски докази пронађени у митохондријској ДНК (mtДНК) аутохтоних народа који су наслеђени по мајци подржавају теорију о вишеструким генетским популацијама које мигрирају из Азије. Након што су прешли копнени мост, кренули су ка југу дуж пацифичке обале и кроз унутрашњи коридор без леда. Током миленијума, Палео-Индијанци су се проширили по остатку Северне и Јужне Америке.
Тачно када су први људи мигрирали у Америку је предмет многих дебата. Једна од најранијих препознатљивих култура била је култура Кловиса, са локалитетима који датирају од пре неких 13.000 година. Међутим, тражена су старија места која датирају од пре 20.000 година. Неке генетске студије процењују да колонизација Америке датира од пре између 40.000 и 13.000 година. Хронологија модела миграције тренутно је подељена на два општа приступа. Прва је кратка теорија хронологије са првим кретањем изван Аљаске у Америку не пре 14.000–17.000 година, праћено узастопним таласима имиграната. Друго веровање је теорија дуге хронологије, која предлаже да је прва група људи ушла у хемисферу много раније, вероватно пре 50.000–40.000 година или раније.
У Северној и Јужној Америци пронађени су артефакти који су датирани пре 14.000 година, и сходно томе се претпоставља да су људи до тог времена стигли до рта Хорн на јужном делу Јужне Америке. У том случају, Инуити би пристигли одвојено и много касније, вероватно пре не више од 2.000 година, крећући се преко леда из Сибира на Аљаску.